# Time Out (Album)
Time Out ist der Titel eines Jazz-Albums des Dave Brubeck Quartets, das im Dezember 1959 von Columbia Records veröffentlicht wurde. Das Album enthält die Komposition Take Five, die zur erfolgreichsten Jazz-Single aller Zeiten avancierte. Es war eines der ersten Jazz-Stücke, das komplett im ungewöhnlichen Taktmaß 5/4 aufgenommen wurde. Dieses unkonventionelle Rhythmusgefühl, das in Stücken wie Take Five zu hören ist, brachte eine neue Dimension in den Jazz und beeinflusste zahlreiche Musiker. Time Out war auch ein kommerzieller Erfolg und erreichte hohe Chartplatzierungen, was dazu beitrug, den Jazz einem breiteren Publikum zugänglich zu machen.

## Entstehungsgeschichte

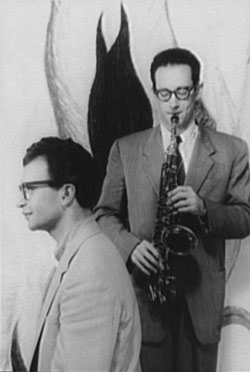
Dave Brubeck und Paul Desmond

Der Name der LP leitet sich von den für den Jazz ungewöhnlichen ungeraden Taktarten (z. B. 5/4-Takt bei Take Five oder 9/8-Takt bei Blue Rondo à la Turk) ab, schaltet also den im Jazz überwiegenden 4/4-Takt („Time“) aus. Ungerade Taktarten waren das Markenzeichen des Dave Brubeck-Quartetts.
Es entstand zwischen dem 25. Juni (Tracks 4–6), 1. Juli (Tracks 2 und 3) und 18. August 1959 (Tracks 1 und 7) im CBS 30th Street Studio in New York City. Dieses Tonstudio gehörte der CBS, auf deren Label das Album auch erschien. Toningenieur war der aus München stammende Fred Plaut. Es beinhaltet eine Mischung aus Cool Jazz und West-Coast-Jazz. Unter Musikproduzent Teo Macero kam Brubecks Quartett in der Besetzung Dave Brubeck (Piano), Paul Desmond (Altsaxophon), Eugene Wright (Bass) und Joe Morello (Schlagzeug) zusammen.
Blue Rondo à la Turk beginnt im 9/8-Takt, wobei die 9 Schläge als 2+2+2+3 gruppiert sind. Das Stück wechselt in einem Übergangs-Chorus zwischen 9/8 und 12/8, bleibt für die Improvisationen im 12/8-Takt, und kehrt über einen entsprechenden Übergangschorus wieder zum Thema im 9/8-Takt zurück.
Strange Meadow Lark wird von Brubeck in der Einleitung rubato gespielt, aber es klingt teils Walzerbegleitung an, in den Improvisationsteilen steht es im 4/4-Takt und endet wieder rubato.
Take Five ist durchgängig im 5/4-Takt gehalten.
Three to Get Ready wechselt, entsprechend three to get ready – four to go, alle zwei Takte zwischen dem 3/4-Takt und 4/4-Takt. Teils übernimmt im 3/4-Takt das Klavier das Thema und im 4/4-Takt das Saxophon.
Kathy’s Waltz, eine Falschschreibung des Vornamens der Tochter von Dave Brubeck, Cathy, beginnt im 2/2-Takt mit einer Art gestrecktem Thema, wobei die Synkopierung ein Walzergefühl vermittelt, bringt Saxophon- und Klavierimprovisation, die dann in den 3/4-Takt übergeht und in einem letzten Chorus in den 6/8-Takt, um dann das Schlussthema im „richtigen“ 3/4-Takt zu bringen. Auch dieses Stück wurde ein Standard.
Everybody’s Jumpin’ ist hauptsächlich in einem 6/4-Takt gehalten, steht anfänglich und im Wechsel im 4/4-Takt, während Pick Up Sticks in einem beständigen 6/4-Takt verbleibt.

## Veröffentlichung und Erfolg

Dave Brubeck Quartet – Time Out (A-Seite)

Veröffentlicht am 14. Dezember 1959 unter dem Titel Time Out (CBS 8192) kam die LP erst am 26. November 1961 in die Billboard-Pop-Album-Hitparade, wo sie für eine Woche auf Rang zwei blieb. Obwohl das Album als Experiment geplant war und es negative Kritiken bei der Veröffentlichung bekam, wurde es eines der am häufigsten verkauften Jazz-Alben. Für den Erfolg des Albums spielen Desmonds eingängige Soli sowie Morellos Schlagzeugarbeit eine wichtige Rolle. Brubeck selbst spielt das Klavier in einem nicht so flexiblen Blockakkordstil. Das Album war das erste im Jazz, das sich über eine Million Mal verkaufte. 2011 wurde es von der Recording Industry Association of America für zwei Millionen verkaufte Exemplare mit zweifachem Platin-Status zertifiziert. Die Gestaltung des Originalcovers von S. Neil Fujita verwendet zeitgenössische Kunst.
Wegen des Erfolges des Albums folgte noch 1962 das Album Time Further Out, das zwar auch zwei Hits, Unsquare Dance und It’s a Raggy Waltz enthielt, aber nicht dieselbe Geschlossenheit des Vorgängers erreichte.

## Titelliste
Bis auf die gekennzeichneten Ausnahmen stammen alle Kompositionen von Dave Brubeck.
Seite A
1. Blue Rondo à la Turk – 6:44
2. Strange Meadow Lark – 7:22
3. Take Five (Paul Desmond) – 5:24
Seite B
4. Three to Get Ready – 5:24
5. Kathy’s Waltz – 4:48
6. Everybody’s Jumpin’ – 4:23
7. Pick Up Sticks – 4:16
Bonustracks
8. St. Louis Blues (William Christopher Handy) – 7:55
9. Waltz Limp – 4:58
10. Since Love Had Its Way – 6:19
11. Koto Song – 6:00
12. Pennies from Heaven (Arthur Johnston, Johnny Burke) – 4:50
13. You Go to My Head (Haven Gillespie, J. Fred Coots) – 9:37
14. Blue Rondo à la Turk – 7:22
15. Take Five (Desmond) – 7:18

## Rezeption
Die Musikzeitschrift Jazzwise führt Time Out auf Platz 18 der 100 Jazz Albums That Shook the World; Keith Shadwick schrieb:

“Brubeck rarely gets his due. A shame, because his good qualities are pretty special. For starters, he knew exactly the way to get the best from Paul Desmond, and for that we should all be down on our knees in thanks. Secondly, he’s a distinctive composer with a knack for melody, as this fine album demonstrates, even if the defining tune, Take Five, is a Desmond composition. It’s also important to stress Brubeck’s commitment to collective invention within his group: still an unusual thing in jazz in 1959. Put that all together and the unusual time signatures that mark this album out tend to pale in significance while the music remains convincing.”

„Brubeck kommt selten zu seinem Recht. Schade, denn seine guten Qualitäten sind etwas ganz Besonderes. Erstens wusste er genau den Weg, wie man das Beste aus Paul Desmond herausholt, und dafür sollten wir alle auf den Knien danken. Zweitens ist er ein unverwechselbarer Komponist mit einem Gespür für Melodie, wie dieses feine Album zeigt, auch wenn das Titelstück, Take Five, eine von Desmonds Kompositionen ist. Es ist auch wichtig, Brubecks Einsatz für die kollektive Invention innerhalb seiner Gruppe zu betonen: immer noch eine ungewöhnliche Sache in Jazz im Jahr 1959. Das alles zusammen sowie die ungewöhnlichen Taktarten, die dieses Album auszeichnen, neigen eher dazu, an Bedeutung zu verblassen, während die Musik überzeugend bleibt.“

Die deutschsprachige Ausgabe des Rolling Stone wählte das Album 2013 auf Platz 23 der 100 besten Jazz-Alben.
Im Jahre 2005 wurde Time Out als eine von 50 Aufnahmen in das National Recording Registry der Library of Congress aufgenommen.
Take Five wurde 1996 in die Grammy Hall of Fame aufgenommen, das Album folgte 2009.
Time Out gehört zu den 1001 Albums You Must Hear Before You Die.

## Auszeichnungen für Musikverkäufe
| Land/Region       | Auszeichnungen für Musikverkäufe (Land/Region, Auszeichnung, Verkäufe) | Verkäufe |
| ----------------- | ---------------------------------------------------------------------- | -------- |
| Frankreich (SNEP) | 2× Gold                                                                | 200.000  |
| Insgesamt         | 2× Gold ·                                                              | 200.000  |

## Noten
- Brubeck: Time Out in der Jazz-Piano-Serie im Hansen House Verlag, transkribiert sehr genau die Stücke und die Pianosolos von Brubeck.